# Antitrombotik
Antitrombotički agens (antitrombotik) je lek koji umanjuje formiranje tromba. Ovi lekovi se terapeutski koriste za primarnu i sekondarnu prevenciju, kao i za tretman akutne tromboze.
Različiti antitrombotici utiču na različite procese zgrušavanja krvi:
- Antiagregacijski lekovi ograničavaju migraciju ili agregaciju trombocita
- Antikoagulansni lekovi ograničavaju sposobrnost krvi da se zgrušava
- Trombolitički lekovi deluju tako što rastvaraju ugruške nakon njihovog formiranja.